# アナスタシア・クライドゥバ
アナスタシア・アンドレフナ・クライドゥバ（ウクライナ語: Анастасія Андріївна Крайдуба、ラテン文字転写: Anastasiia Andrijivna Kraiduba、1995年4月15日 - ）は、ウクライナの女子バレーボール選手。ポジションはオポジット。ウクライナ代表。

## 来歴

### クラブチーム
オデッサ出身。2013年、Khimik Yuzhnyに入団。2013/14～2017/18シーズンにかけて在籍したすべてのシーズンで国内リーグ、ウクライナカップで優勝を経験した。2016/17シーズンのウクライナリーグではMVPに選ばれた。2018/19シーズンはロシアスーパーリーグのYenisey Krasnoyarskでプレーした。2019/20シーズンはポーランドリーグのGrot Budowlani Łódźへ移籍し、タウロンリーガで5位となった。2020/21シーズンはウクライナのSC Prometeyに移籍し、国内リーグ優勝に貢献すると自身もMVPとベストオポジット賞を受賞した。その後は産休を経て2022/23シーズンはポーランドのUNI Opoleでプレーした。2023/24シーズンはイタリアセリエA1のイル・ビゾンテ・フィレンツェへ移籍した。

### 代表チーム
アンダーカテゴリーの代表として2012年のジュニア欧州選手権に出場した。2015年、シニアのウクライナ代表に初選出され、同年の欧州選手権でデビュー。2017年、ヨーロッパリーグで金メダルを獲得した。2019年、欧州選手権に出場した。2023年、代表復帰すると、ヨーロッパリーグで金メダルを獲得しMVPに選ばれた。同年のチャレンジャーカップ、欧州選手権、パリ五輪予選に出場した。

## 球歴
- 欧州選手権 - 2015年、2017年、2019年、2023年
- オリンピック予選 - 2023年

## 受賞歴
- 2017年 - 2016/17ウクライナリーグ MVP
- 2018年 - 2017/18ウクライナリーグ ベストオポジット賞
- 2018年 - ウクライナカップ MVP
- 2021年 - 2020/21ウクライナリーグ MVP、ベストオポジット賞
- 2023年 - ヨーロッパリーグ MVP

## 所属クラブ
- Khimik Yuzhny（2013-2018年）
- Yenisey Krasnoyarsk（2018-2019年）
- Grot Budowlani Łódź（2019-2020年）
- SC Prometey（2020-2021年）
- UNI Opole（2022-2023年）
- イル・ビゾンテ・フィレンツェ（2023-2024年）
- Volley Talmassons（2024年-）